# LG GW990
De LG GW990 is een phablet van het bedrijf LG Electronics. Het Zuid-Koreaanse conglomeraat introduceerde de mini-tablet in januari 2010. Het toestel kwam uit in het grijs en is niet meer verkrijgbaar.
De GW990 heeft een aanraakscherm met een diagonaal van 4,8 inch met een beeldverhouding van 21:9. Daarmee is het toestel, vergeleken met andere smartphones, zeer lang. De phablet draait op het niet meer gebruikte mobiele besturingssysteem MeeGo, een resultaat van een samenwerking tussen het Amerikaanse Intel en het Finse Nokia. LG heeft de GW990 een eigen interface gegeven, het S-Class UI.